# 都會Q卡
都會Q卡（英語：METRO Q Card）是美國德克薩斯州大休士頓地區用於公共交通的非接觸式智能卡，由哈里斯縣大都會運輸管理局管轄。該卡可用於休斯頓巴士、休斯頓輕軌及METROLift。都會Q卡採用MIFARE標準。

## 服務
以下服務可使用都會Q卡：
- 休斯頓輕軌
- 休斯頓巴士
- METRO Lift
- 停車換乘
- MetroRapid
- Metro Curb2Curb

## 外部連結
- METRO Q Card - Ride Metro